# Cerodontha cruciata
Cerodontha cruciata är en tvåvingeart som beskrevs av Blanchard 1938. Cerodontha cruciata ingår i släktet Cerodontha och familjen minerarflugor. Inga underarter finns listade i Catalogue of Life.